# Манастир Липар
Манастир Липар је женски манастир Српске православне цркве, припада Епархији шумадијској.
Манастир се налази у селу Доња Сабанта, десетак километара од Крагујевца и тридесетак километара од Јагодине, на тзв. старом београдском друму.

## Историја
Писаних докумената о манастиру нема тако да историчари још нису успели ни да претпоставе када је манастир грађен, ко је ктитор, када је порушен нити и једну другу важну чињеницу из његове историје. Те податке не памти ни становништво тога краја које ипак прецизно зна где је био стари манастир и докле су сезала његова имања и шуме. Данас народ те парцеле назива манастирска ливада, манастирска њива или манастирска шума.
На месту данашње цркве, по предању, постојао је манастир још у 16. веку који су Турци опљачкали и порушили.
Стара црква је подигнута 1849. године.
Митрополит београдски Михаило Јовановић је 1895. записао да се у Доњој Сабанти налази импровизована капела у којој се налазе мошти непознатог монаха, за кога мештани верују да има исцелитељске моћи.
На темељима старе цркве 1936. године подигнута је нова манастирска црква посвећена Светом великомученику Георгију, у народу позната и као батаљена црква што је архаични израз за напуштена црква. Њу су својим средствима и добротворним радом сазидали мештани. Црква је обновљена 1997. године. Црква је припадала Доњосабаначкој парохији и у њој су се службе одржавале једном месечно. Током 2003. епископ Јован цркву претвара у манастир посвећен Светом Ђорђу, и за првог игумана поставља архимандрита Саву.
Од 2013. Липар постаје женски манастир.

### Биста Ђуре Јакшића
У манастирском дворишту се налазила и основна школа у којој је након премештања као учитељ предавао песник и сликар Ђура Јакшић током 1865—1866. Забележено је да је осликавао фреске у цркви. Током рада у овој школи је написао и песму На липару.
У манастирском дворишту је због тога 1936. на иницијативу школског одбора доњо-сабаначке основне школе подигнута биста Ђуре Јакшића. Током 2004. и 2007. биста је неколико пута уклањана, а Б92 и Вечерње новости су у везу са њеним уклањањем доводили тадашњег игумана манастира који је сматрао да због боемског начина живота који је Ђура водио његовој бисти није место у манастирском дворишту.
Током 2015. године у манастирском дворишту је подигнута спомен плоча Ђури Јакшићу, која је дело академског вајара Драгана Ђорђевића.

## Манастирска црква
Манастирска црква је малих димензија али складно изведена, по угледу на моравске цркве, са низом архитектонских украсних елемената. Правоугаоне је основе са полукружним конхама и олтарском апсидом. Засведена је полуобличастим сводом и покривен бибер црепом. Црква на Липару обновљена је 1997. године и тада је испред ње подигнута чесма са натписом о приложницима који су помогли обнову храма и подизање чесме.

## Мошти
У манастиру се налазе мошти непознатих светитеља за које народ верују да има исцелитељске моћи. У народном предању, као и у манастирском летопису, памте се исцељења над моштима ових светитеља.

## Сестринство
Манастир на Липару до 2003. године имао је статус парохијалне цркве, а те године у њему заснива живот светогорац архимандрит Сава (Аврамовић). У јесен 2013. године Липар постаје женски манастир. У манастиру живе:
- игуманија Тавита (Тишма)
- монахиња Исидора (Шолак)
- монахиња Доротеја (Тошић)

## Манастирске радионице
У манастиру се од 2018. године развила радионица машинског веза. Сестре шију и везу одежде за клирике, као и црквене драперије.

## Галерија
- Манастирска црква
- Чесма
- Спомен плоча Ђури Јакшићу
- Манастирска црква
- Унутрашњост манастирске цркве
- Конак

## Културни утицаји
Ђура Јакшић је током свог рада у школи која се налазила у манастирском дворишту написао своју чувену песму На Липару. У Србији постоје удружења, као и манифестације које у свом имену користе реч Липар. Пример је манифестација Липарски дани која се одржава у Српској Црњи.